# Stoolball
Le stoolball, aussi parfois nommé bittle-battle, stobal, stobbal ou stool-ball, est un sport collectif anglais probablement originaire du Sussex. Pratiqué depuis au moins le XVe siècle, il reprend les mêmes principes généraux que le cricket et est reconnu comme sport en Angleterre par l'UK Sport depuis 2008. Mixte dès l'origine, le stoolball est désormais plutôt un sport féminin.

## Histoire

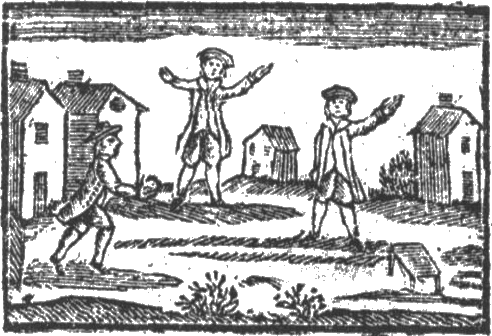
Illustration de 1767, extraite de A Little Pretty Pocket-book

Les plus anciennes sources liées au jeu remonte au règne d'Élisabeth Ire d'Angleterre. Joseph Strutt en propose une description assez détaillée dans son ouvrage Sports and Pastimes of the People of England, publié en 1810. 
La National Stoolball Association, qui gère le jeu en Angleterre, est fondée en 1979.
Ne pas confondre ce jeu avec celui pratiqué par les prisonniers du Château de Colditz pendant la Seconde Guerre mondiale nommé Stoolball de Colditz. Il s'agissait d'un jeu de ballon mixant rugby et handball.

## Le jeu
Les règles anciennes du jeu étaient variables et restent aujourd'hui mal connues. Le stoolball moderne se pratique à onze contre onze. Les lancers, par en dessous, s'effectuent par séries de huit bonnes balles. 
La balle, de 10 à 12 cm de circonférence, est pleine et recouverte de cuir. En scolaire, des balles de tennis sont utilisées. La batte est courte, et ressemble désormais plus à une raquette qu'à une batte de cricket.
Le terrain de 82 mètres en herbe comprend une zone de lancer de 14,63 mètres. Les cibles modernes sont constituées d'un panneau de forme rectangulaire de 30 cm de côté placé à un mètre de hauteur sur un montant. La ligne de lancer est située à 9,14 m de la cible.